# Half Moon (giocatore di lacrosse)
Half Moon, conosciuto anche come Amos Obediah (30 aprile 1872 – 29 agosto 1948), è stato un giocatore di lacrosse canadese, vincitore di una medaglia di bronzo nel lacrosse maschile a squadre ai Giochi della III Olimpiade.

## Palmarès
In carriera ha conseguito i seguenti risultati:
- Giochi olimpici

Saint Louis 1904: bronzo nel lacrosse maschile a squadre.